# Oracle iPlanet Web Server
Az Oracle iPlanet Web Server egy web szerver, melyet közepes és nagy üzleti alkalmazások számára terveztek. Az Oracle iPlanet Web Server a következőkre épül: Sun ONE Web Server, iPlanet Web Server, és Netscape Enterprise Server termékek.
Az Oracle iPlanet Web Server elérhető  Solaris, Windows, HP-UX, AIX, GNU/Linux, támogatja a JSP és Java Servlet technológiákat, PHP-t, NSAPI-t, CGI-t, és ColdFusion-t.
2009 januárjában, a Sun megnyitotta a Sun Java System Web Server 7.0 alapvető komponenseinek forráskódját BSD licenc alatt, Open Web Server néven.
2010-ben az Oracle átnevezte a terméket Sun Java System Web Server-ből Oracle iPlanet Web Server-re, habár a dokumentáció és a hivatkozások még mindig nem követik mindezt, továbbra is a frissítési fázisban vannak.

## Lásd még
- Web szerverek összehasonlítása

## Külső hivatkozások angolul
- Sun Java System Web Server product team wiki[halott link]
- ServerWatch review of Sun Java System Web Server
- The official Sun Web Server, including links to current version and documentation Archiválva 2008. október 13-i dátummal a Wayback Machine-ben
- Benchmarks comparing the performance of various web servers
- Sun Open Sources the Netscape Enterprise Server
- Open Web Server project wiki